# Сикион (герой)
Сикион (герой, др.-греч. Σικυών) — персонаж древнегреческой мифологии. Сын Марафона, внук Эпопея; либо (по Асию и другим) сын Метиона и брат Дедала, внук Эрехтея; либо сын Эрехтея (по Гесиоду); либо сын Пелопа (по Ивику).
Пришел из Аттики и дал своё имя городу Эгиалее, став его девятнадцатым царём. Женился на Зевксиппе, дочери царя Ламедона, родилась дочь Хтонофила.